# Universe Today
Universe Today (UT) è un sito web non commerciale di notizie astronomiche, fondato nel 1999 da Fraser Cain e curato da Nancy Atkinson. Dal 24 luglio 2003 esiste un forum nel quale è possibile discutere su notizie e questioni sollevate dai lettori. 
Ai primi di settembre 2005, il forum si è fuso con quello del libro "Bad Astronomy" formando un forum conosciuto come BAUT forum. Il sito è visitato ogni anno da diversi milioni di utenti.
Emily Lakdawalla, del Planetary Society, ha detto di basarsi su Universe Today e Bad Astronomy nel consultare grosse notizie di carattere astronomico e che UT svolge un ruolo chiave nel giornalismo spazio-astronomico, assieme ad altri siti come ad esempio Space.com. Diversi articoli peer-reviewed hanno scritto di Universe Today come di un sito web di notizie astronomiche. 
Nel 2008 il sito è stato brevemente vietato per circa un giorno dal sito di notizie Digg. Nel marzo 2011, Businessweek affermò che il sito aveva perso il 20 per cento del suo traffico in appena cinque giorni dopo un cambiamento nell'algoritmo dell'indicizzazione di Google. Nel mese di aprile 2011, l'Association of British Science Writers ha fatto notare che Universe Today ha deciso di ignorare le notizie sottoposte a embargo fino a quando esse non saranno diventate di dominio pubblico.